# Colotois pallida
Colotois pallida là một loài bướm đêm trong họ Geometridae.